# 近衛軍城
近衛軍城旧称塔皮奥（德語：Tapiau），是位于俄罗斯加里宁格勒州普列戈利亚河畔的一个镇，人口约1.5万（2002年）。

## 圖片集

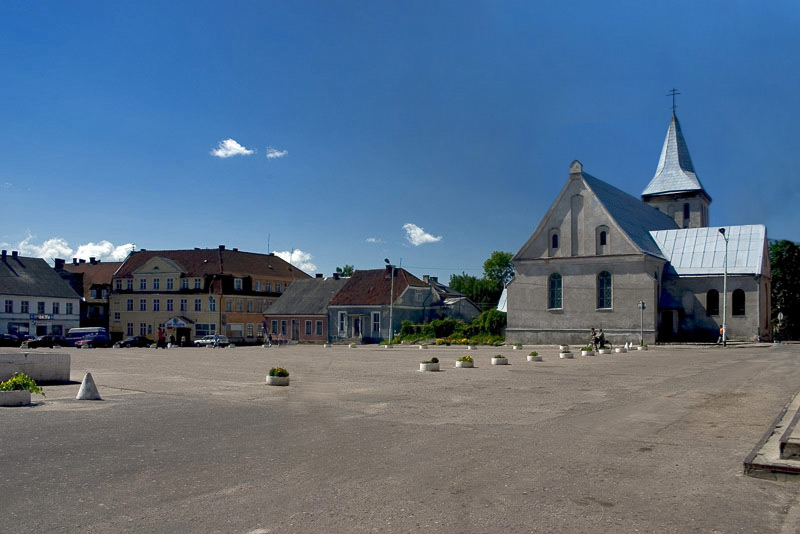
近衛軍城的中央廣場
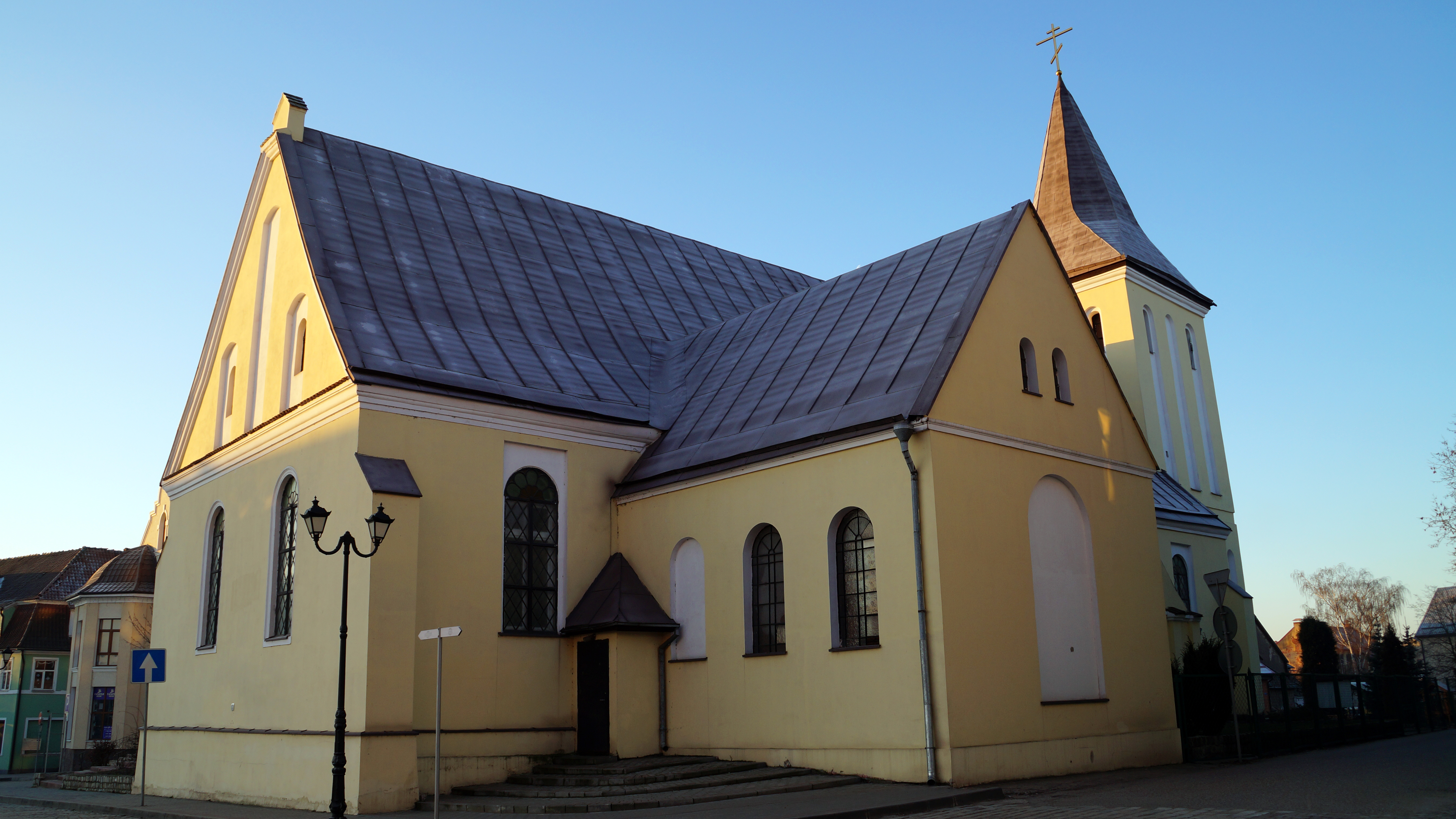
聖約翰教堂先行者
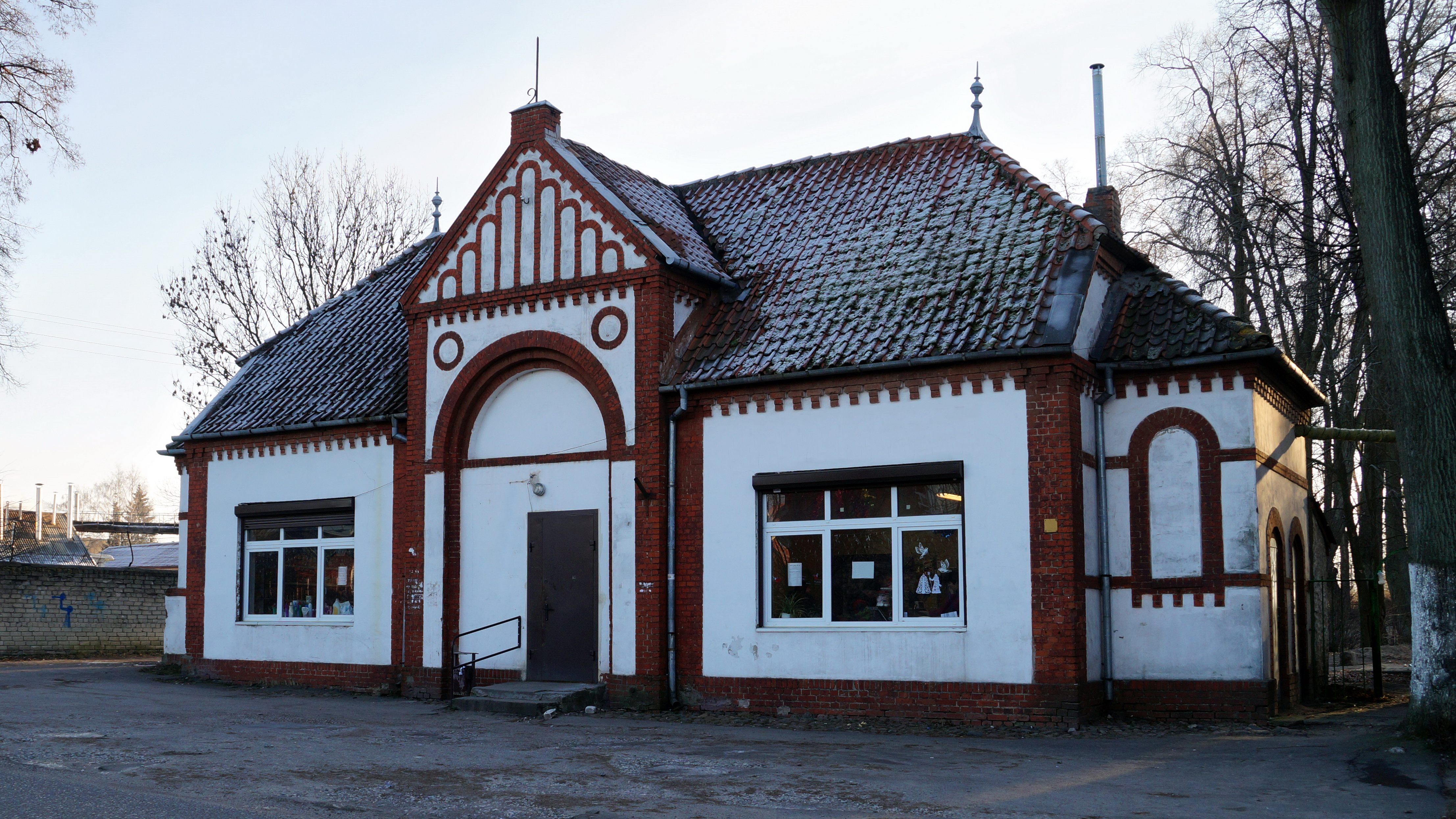
前天主教教堂
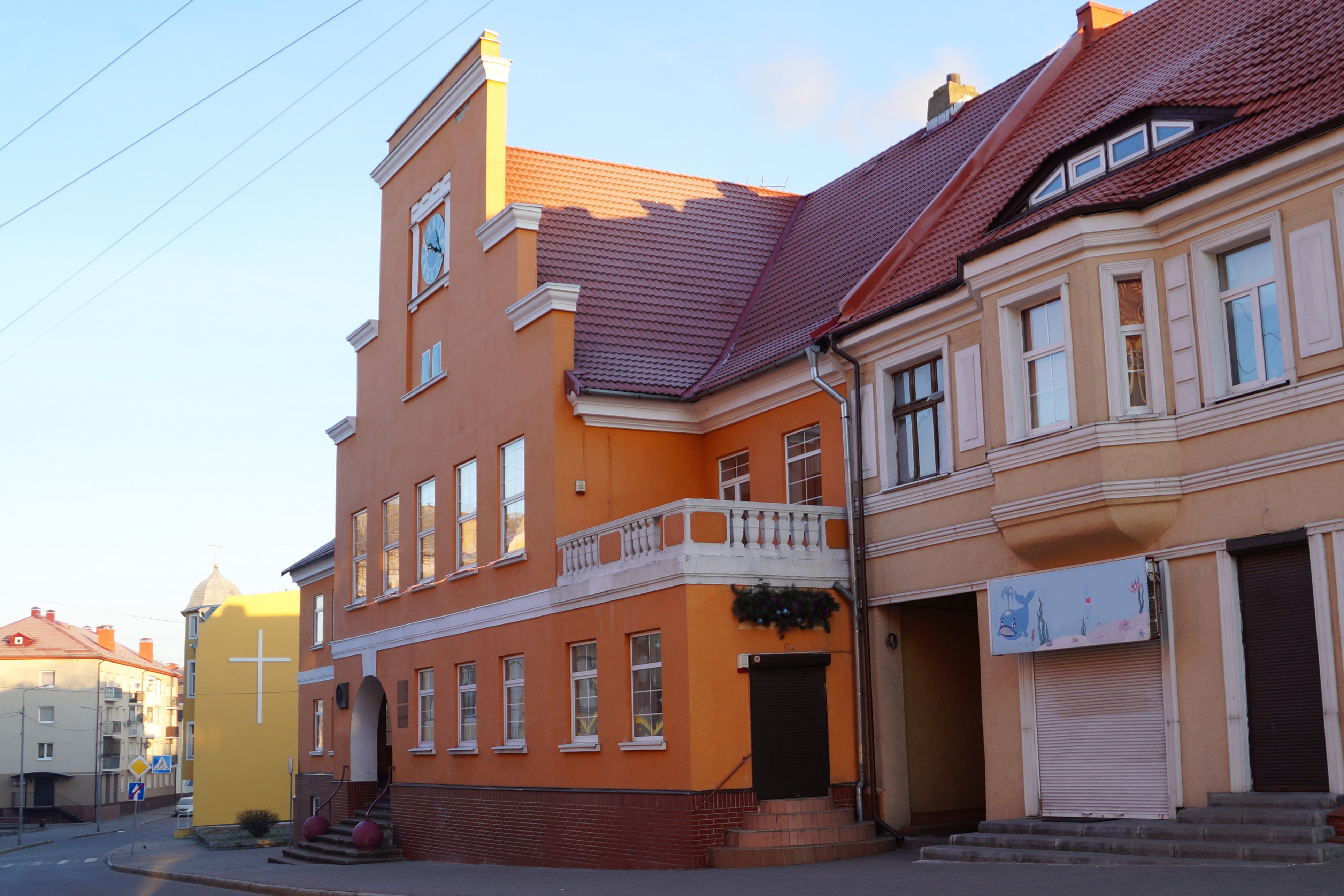
前市政廳
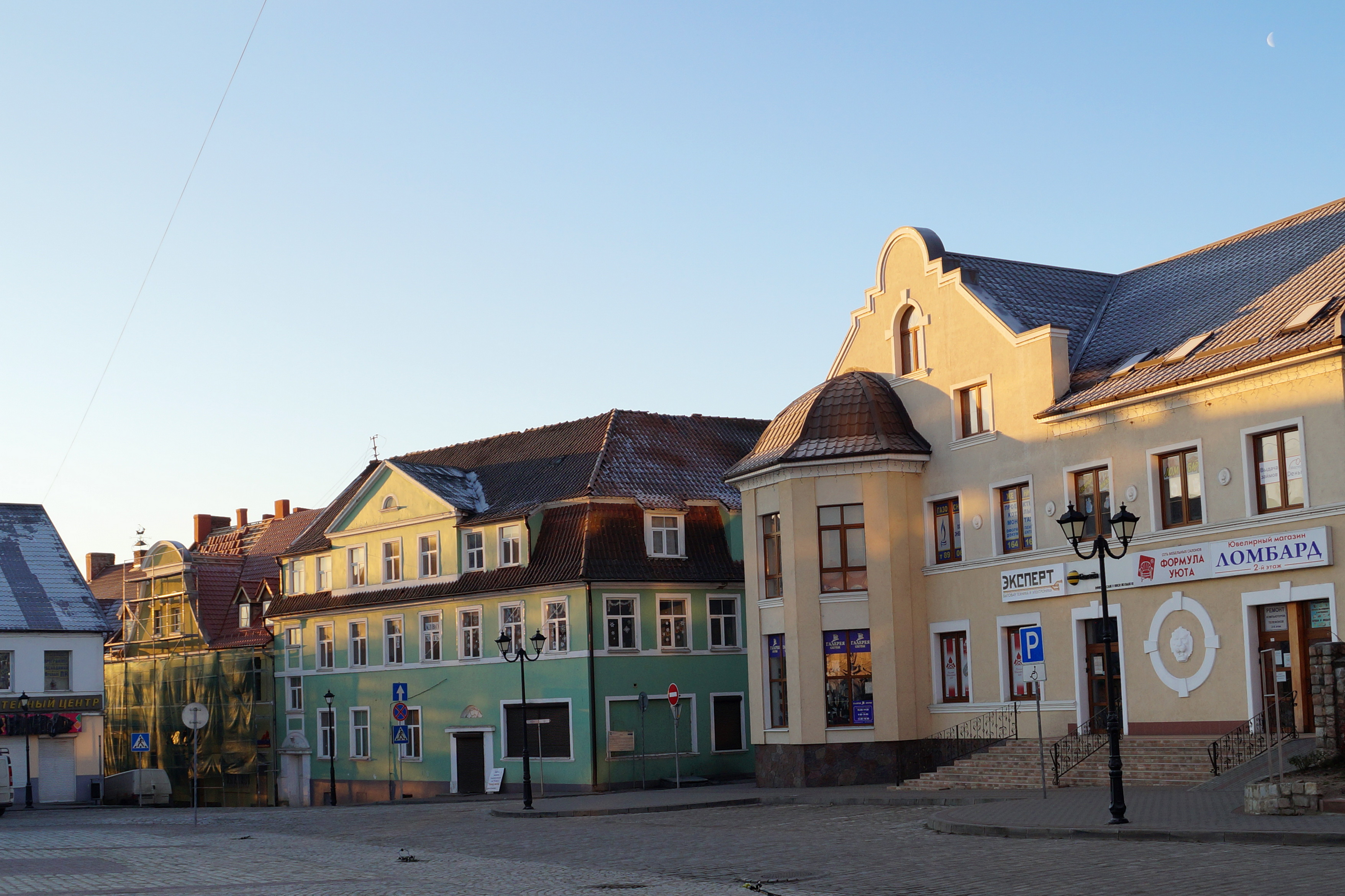
前酒店大樓
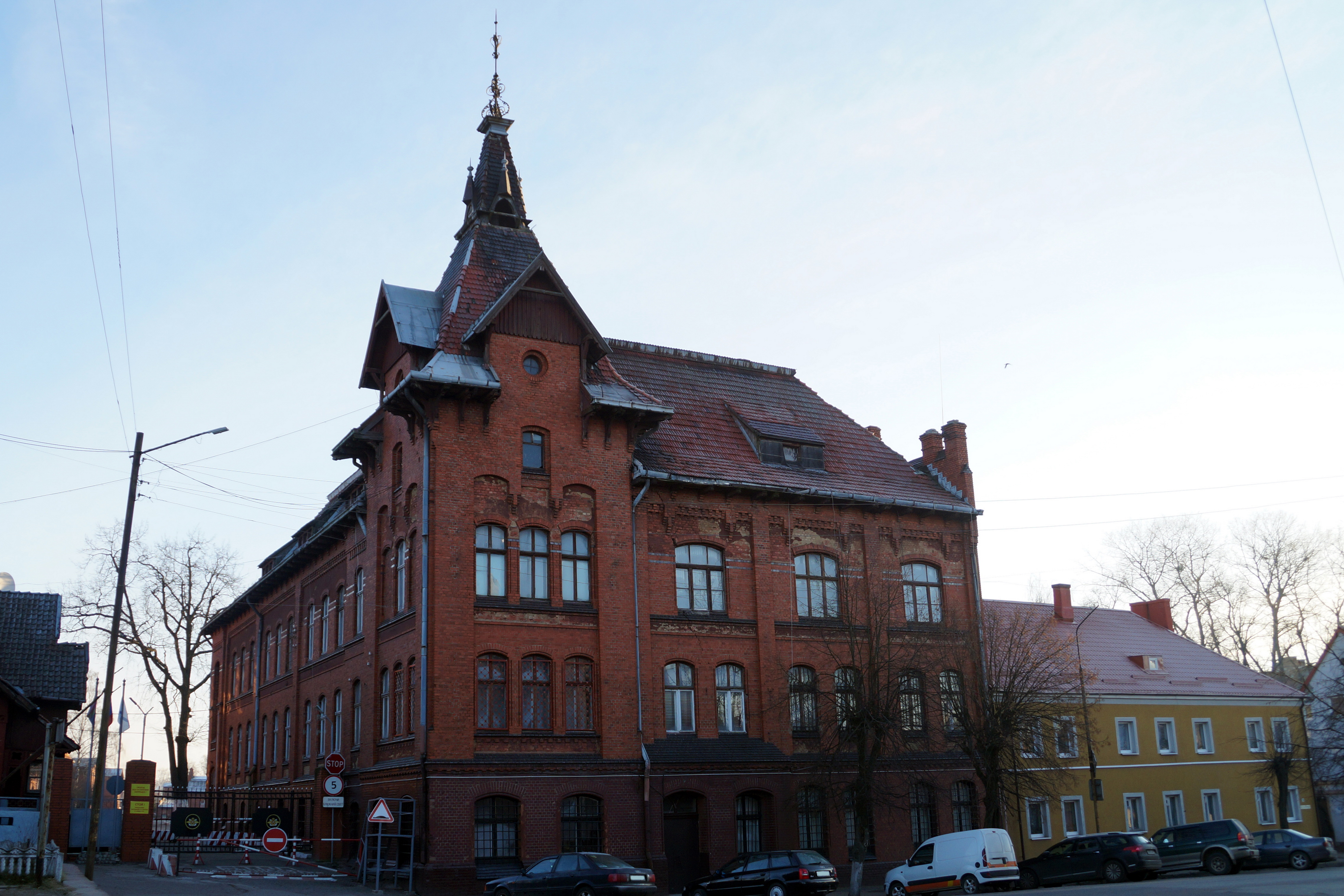
醫院建築群
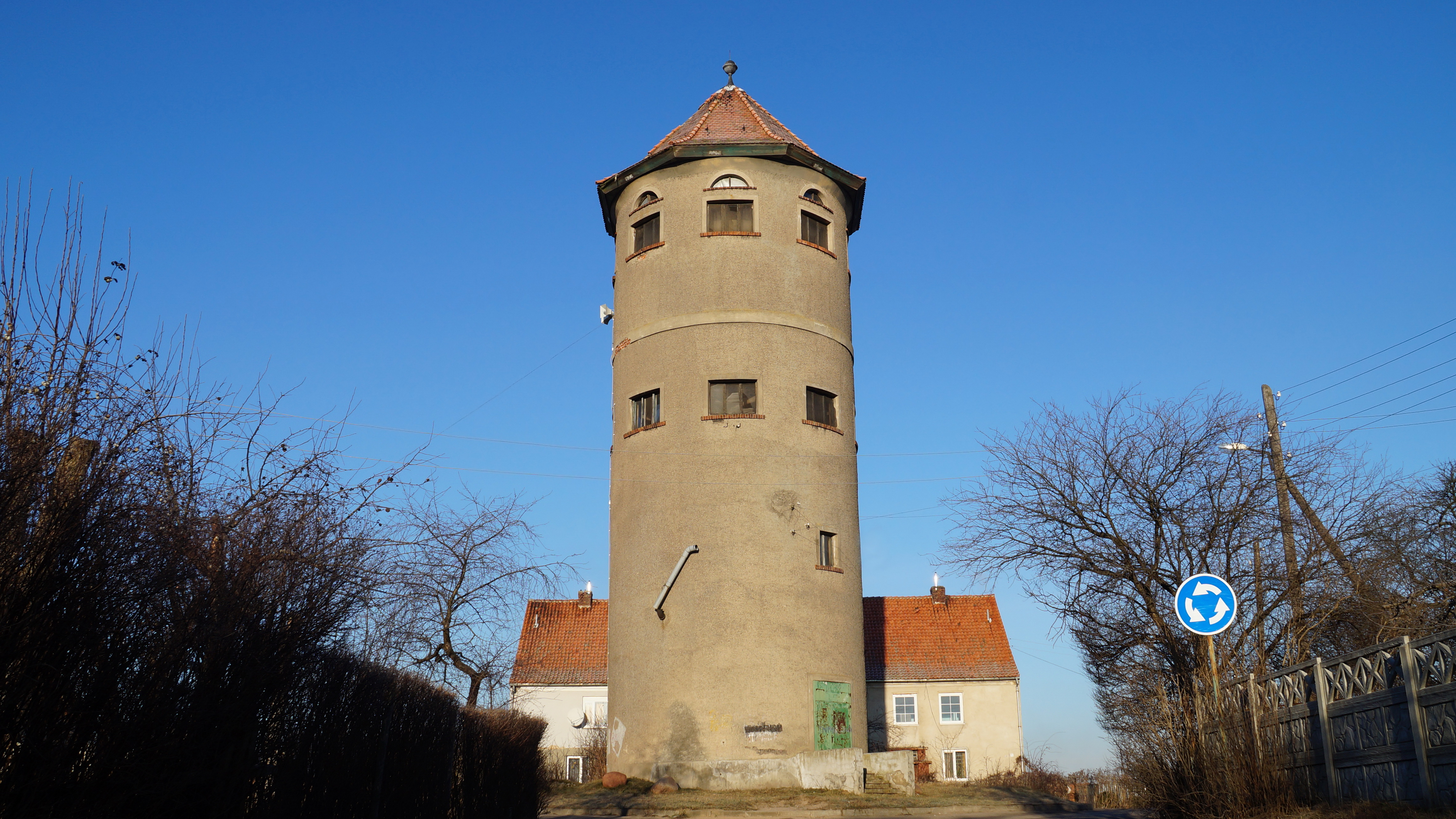
水塔（1920年）
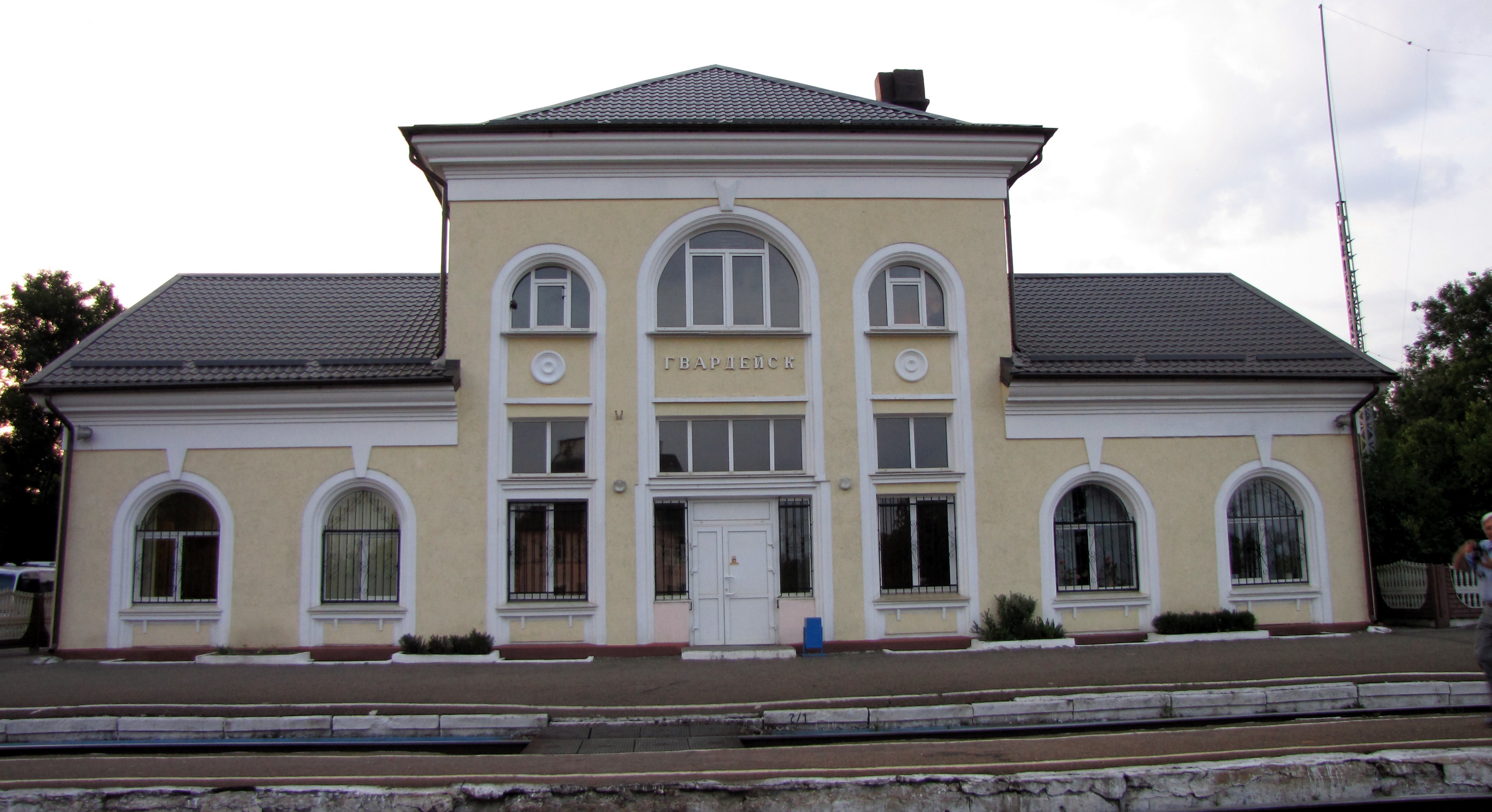
火車站